# 新型コロナウイルス感染症対策本部
新型コロナウイルス感染症対策本部（しんがたコロナウイルスかんせんしょうたいさくほんぶ、英語: Novel Coronavirus Response Headquarters）は、日本の内閣に設置された組織。2020年1月30日に閣議決定より設置され、2023年5月8日に廃止された。

## 概要

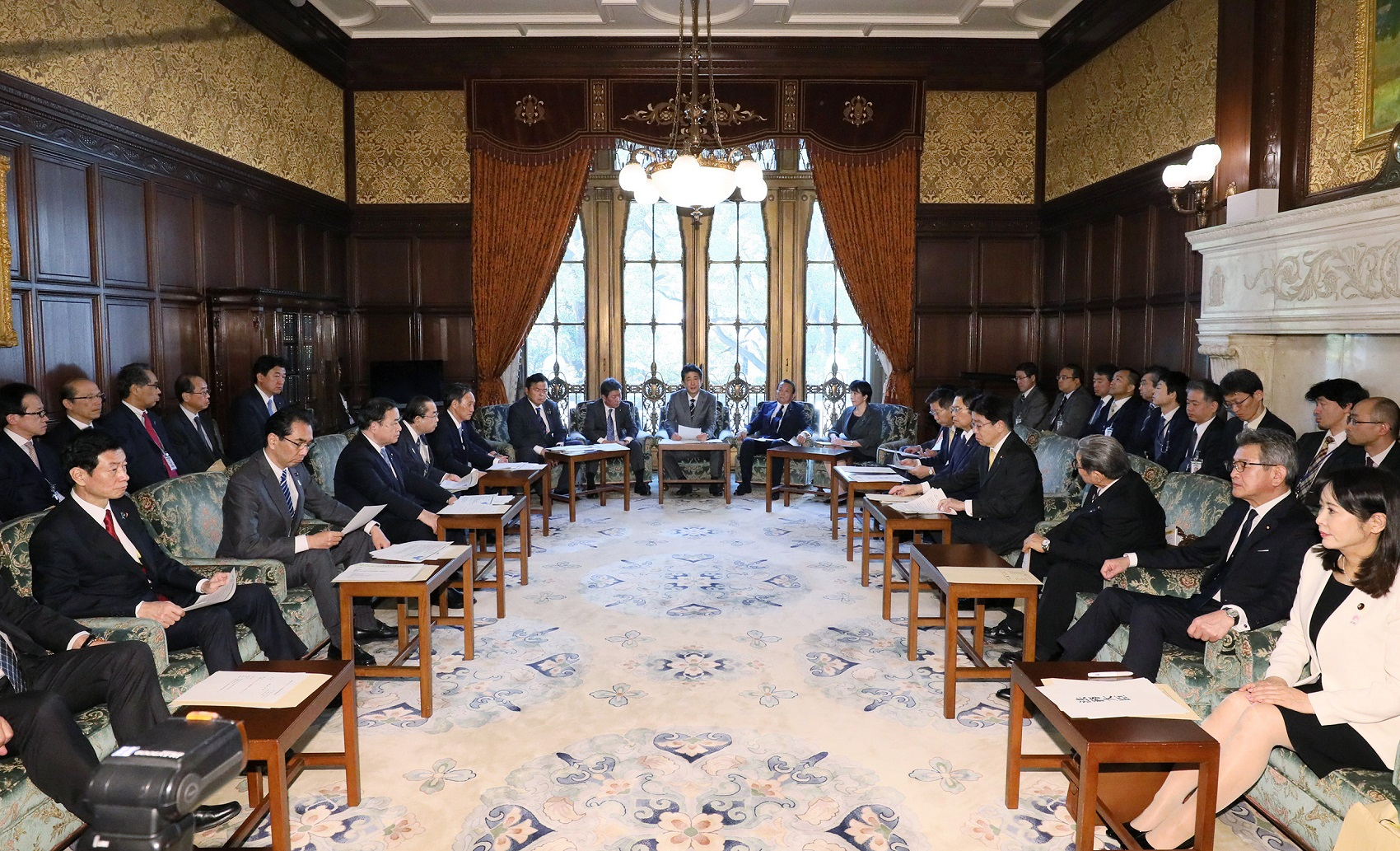
新型コロナウイルス感染症対策本部の第1回会議（2020年1月30日、国会議事堂にて）

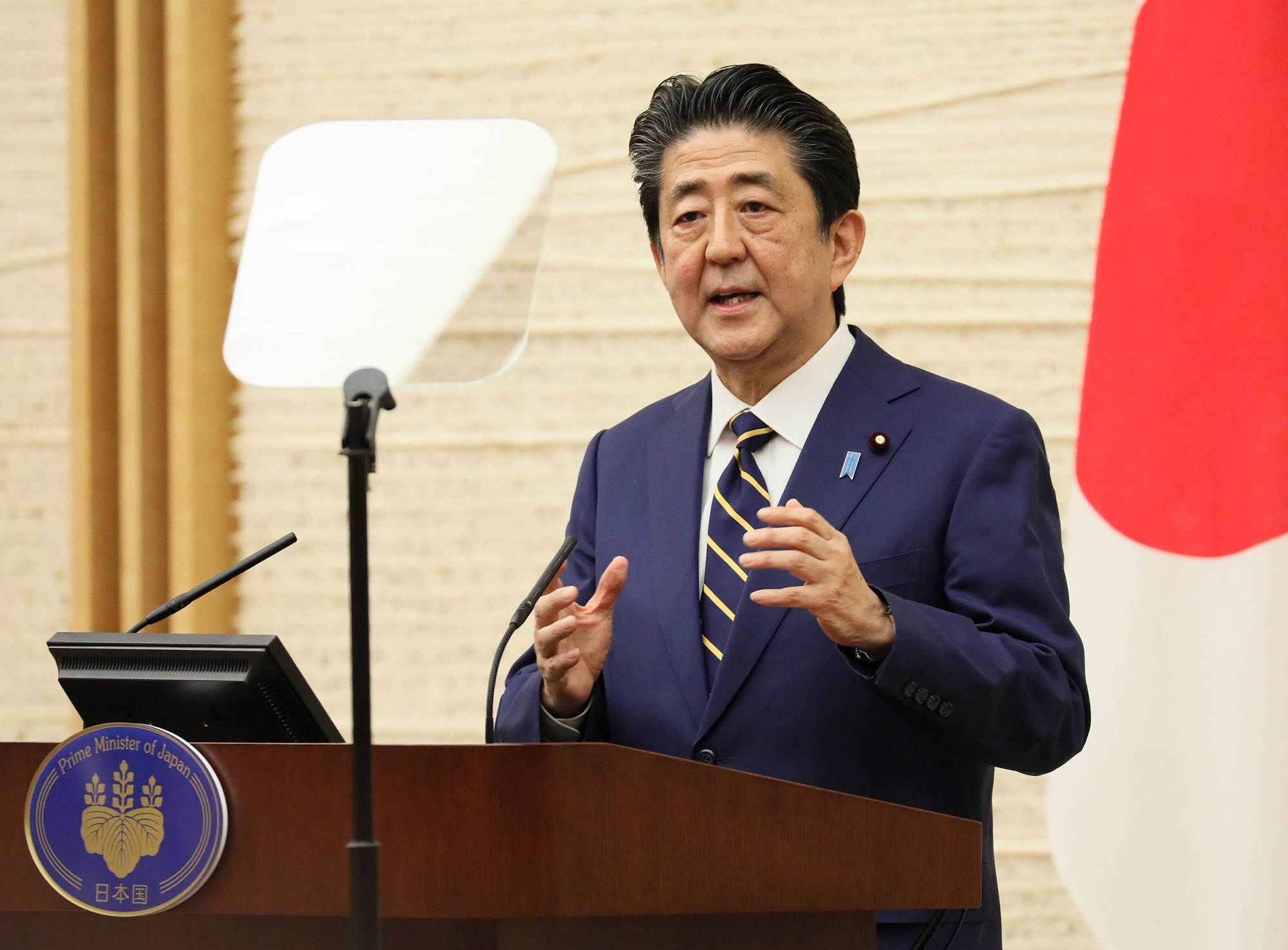
緊急事態宣言発出に際して会見する本部長安倍晋三（2020年4月7日、総理大臣官邸にて）

新型コロナウイルス感染症対策本部は、2019年末以降に世界で感染が拡大した新型コロナウイルス感染症 (COVID-19) の対策のために設置された組織である。

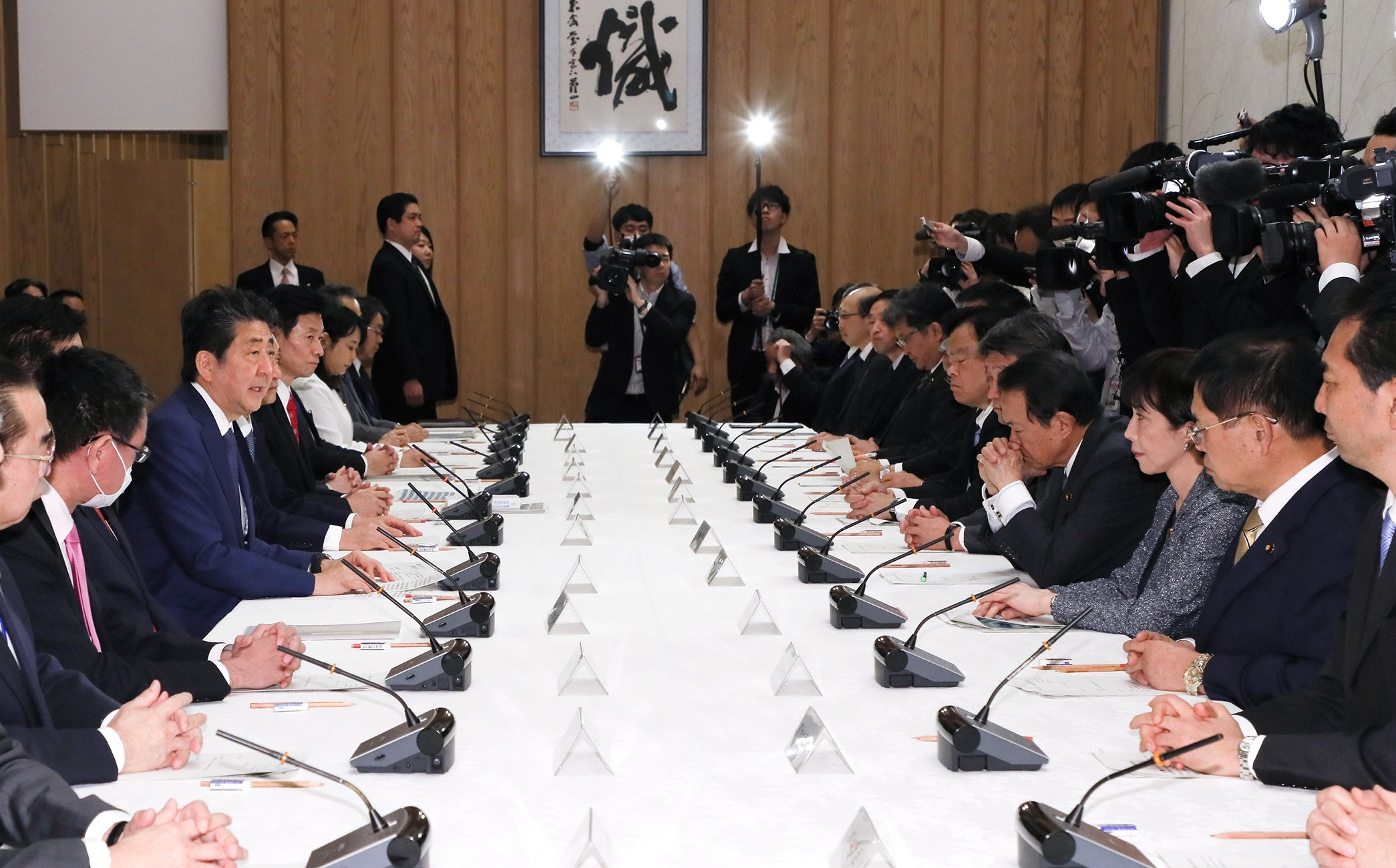
新型インフルエンザ等対策特別措置法第15条第1項に規定されている「政府対策本部」に指定された当日の新型コロナウイルス感染症対策本部の第23回会議（2020年3月26日、総理大臣官邸にて）

2020年（令和2年）3月26日に新型インフルエンザ等対策特別措置法第15条第1項が規定する「政府対策本部」として指定され、閣議決定と新型インフルエンザ等対策特別措置法が設置根拠となる。「政府対策本部」が置かれた場合、その名称、設置場所、設置期間を国会に報告することが義務づけられている。設置場所は東京都の中央合同庁舎第八号館とすること、設置期間は2020年（令和2年）3月26日から新型コロナウイルス感染症対策を推進するため必要と認める期間とすること、などが国会に報告されるとともに公示された。名称は、従来同様に「新型コロナウイルス感染症対策本部」と称する。「政府対策本部」が置かれた場合、各都道府県も「都道府県対策本部」が置く。
会議の庶務機能は、厚生労働省など関係する機関の協力の下、発足当初より内閣官房が担う。「政府対策本部」も、庶務機能は引き続き内閣官房が担う。
廃止後に新たな変異株等が発生した場合には「新型インフルエンザ等対策閣僚会議」で対策を協議することとなっている。

## 所掌事務
政府行動計画に基づく基本的対処方針に従い、指定行政機関、地方公共団体、指定公共機関は、それぞれ新型コロナウイルス感染症への対策を実施する。新型コロナウイルス感染症対策本部は、指定行政機関、地方公共団体、指定公共機関が実施する同感染症の対策に対して、総合的な推進に関する事務を所管する。新型コロナウイルス感染症対策本部は、同感染症の対策を的確、かつ、迅速に実施するため、必要に応じて指定行政機関、指定地方行政機関、都道府県知事、指定公共機関の間で総合的な調整を行う。国内で発生した新型コロナウイルス感染症が国民の生命や健康に著しく重大な被害を与えるおそれがあると認められ、全国的かつ急速な蔓延により国民生活や国民経済に甚大な影響を及ぼすおそれがあるときは、本部長が「緊急事態宣言」を公示することができる。

## 沿革

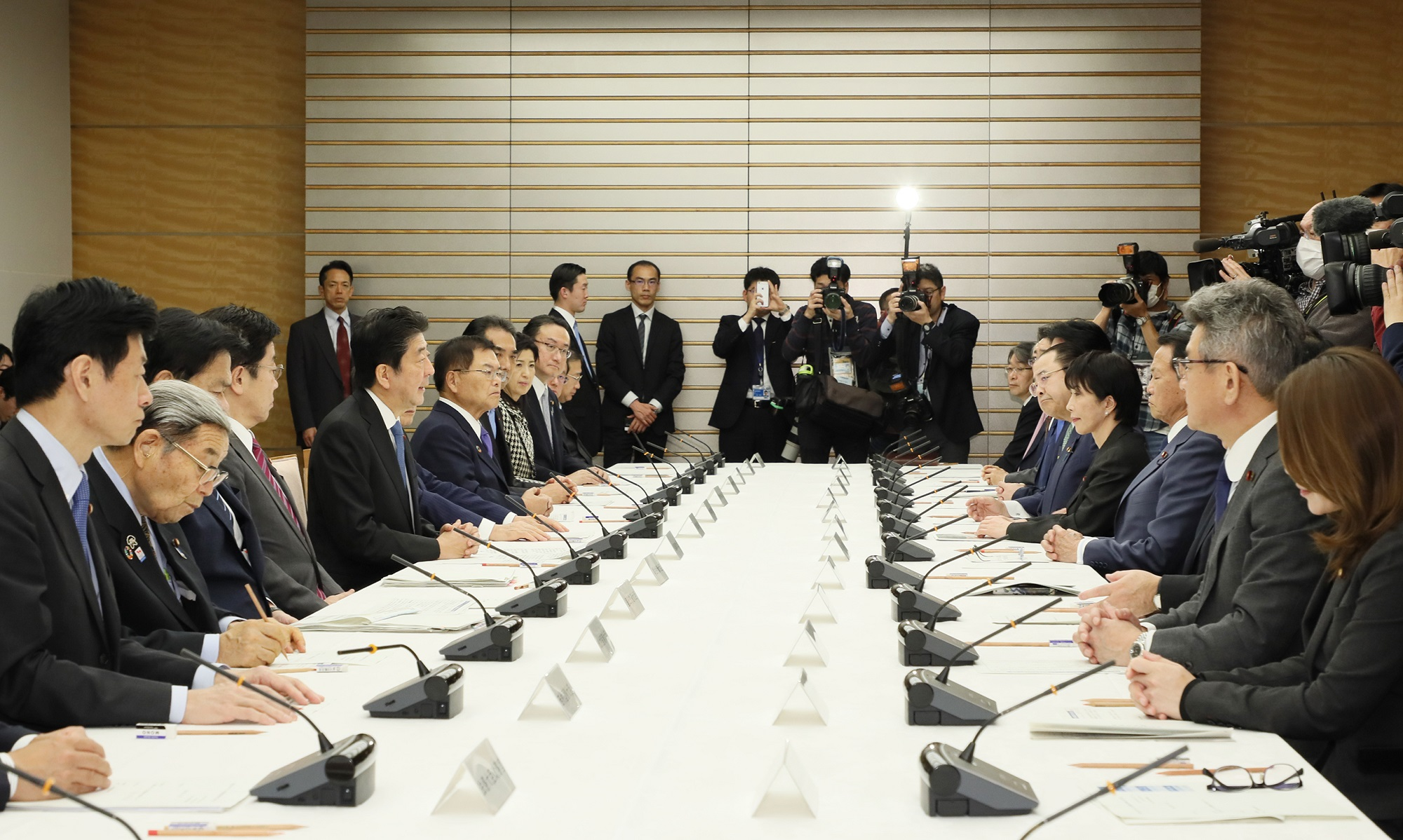
本部員森雅子、萩生田光一、小泉進次郎が公務以外の理由で欠席した第10回会議（2020年2月16日、総理大臣官邸にて）

設置

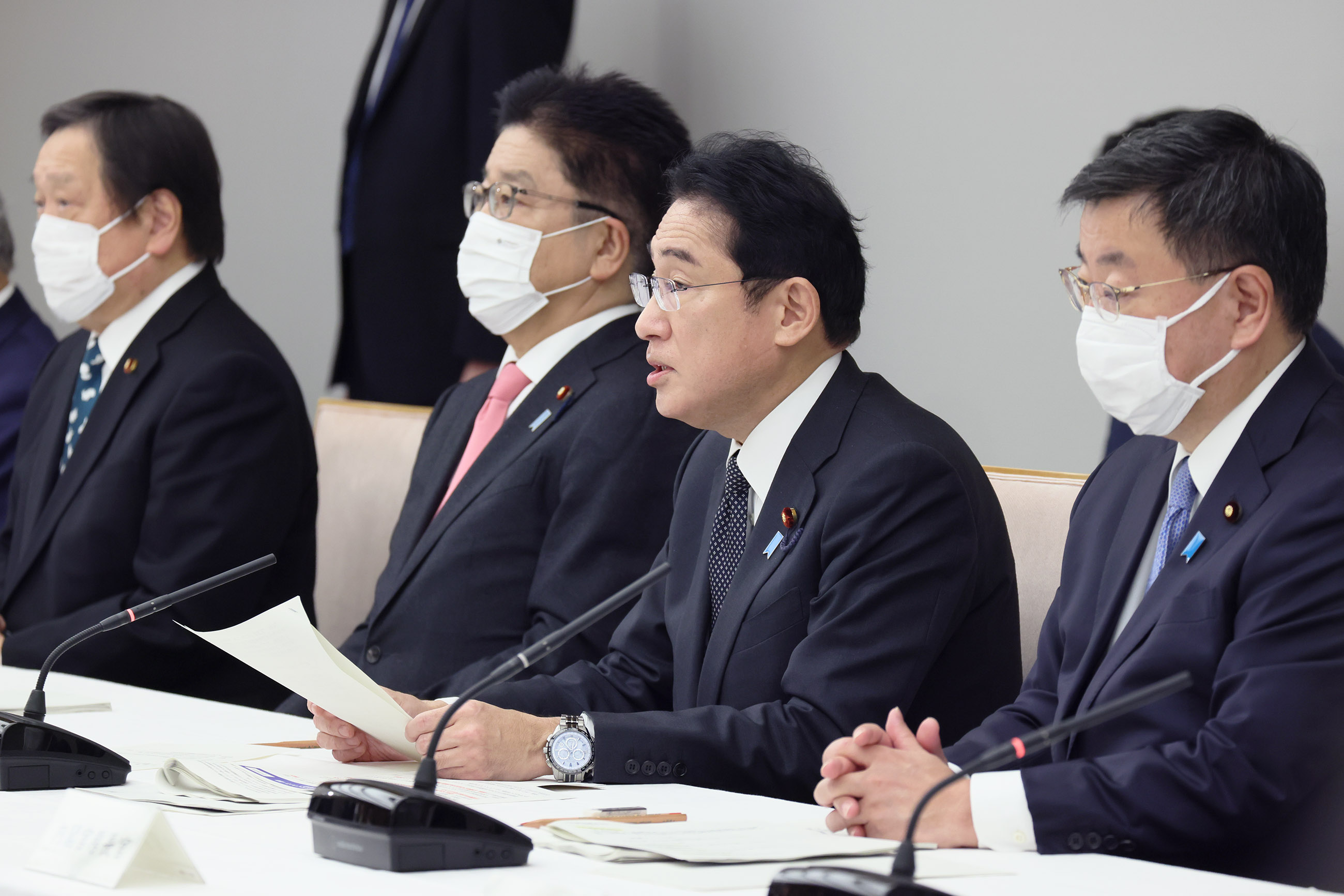
第101回会議にて会議の取りまとめを行う本部長岸田文雄
（2023年1月27日、総理大臣官邸にて）

2020年（令和2年）1月30日に設置されて第1回会議を開催した。設置根拠は閣議決定「新型コロナウイルス感染症対策本部の設置について」に基づく。
廃止
2023年（令和5年）1月27日、対策本部は「国民の生命及び健康に重大な影響を与えるおそれがある状態とは考えられない」とした厚生科学審議会感染症部会の意見を踏まえ、特段の事情がない限り、5月8日付で新型コロナウイルスを新型インフルエンザ等感染症から5類感染症へ移行する方針を決定した。この決定は本部長である内閣総理大臣岸田文雄によって発表された。
4月27日、厚生労働大臣加藤勝信は科学的な前提が変わるような特段の事情は生じていないという厚生科学審議会感染症部会からの意見を受け、「科学的な前提が変わるような特段の事情は生じないことを最終的に確認した」として、感染症の予防及び感染症の患者に対する医療に関する法律第44条2の第3項の規定により、5月8日付で5類感染症へ移行することを表明し、「新型コロナウイルス感染症対策の基本的対処方針」は廃止されることとなった。4月28日には閣議決定が行われている。
2023年（令和5年）5月8日、新型インフルエンザ等対策特別措置法第21条第1項の規定により、新型コロナウイルス感染症対策本部は廃止され、同条2項の規定に基づき官報で公示された。「新型コロナウイルス感染症対策の基本的対処方針」についても同日付で廃止されている。

## 対策

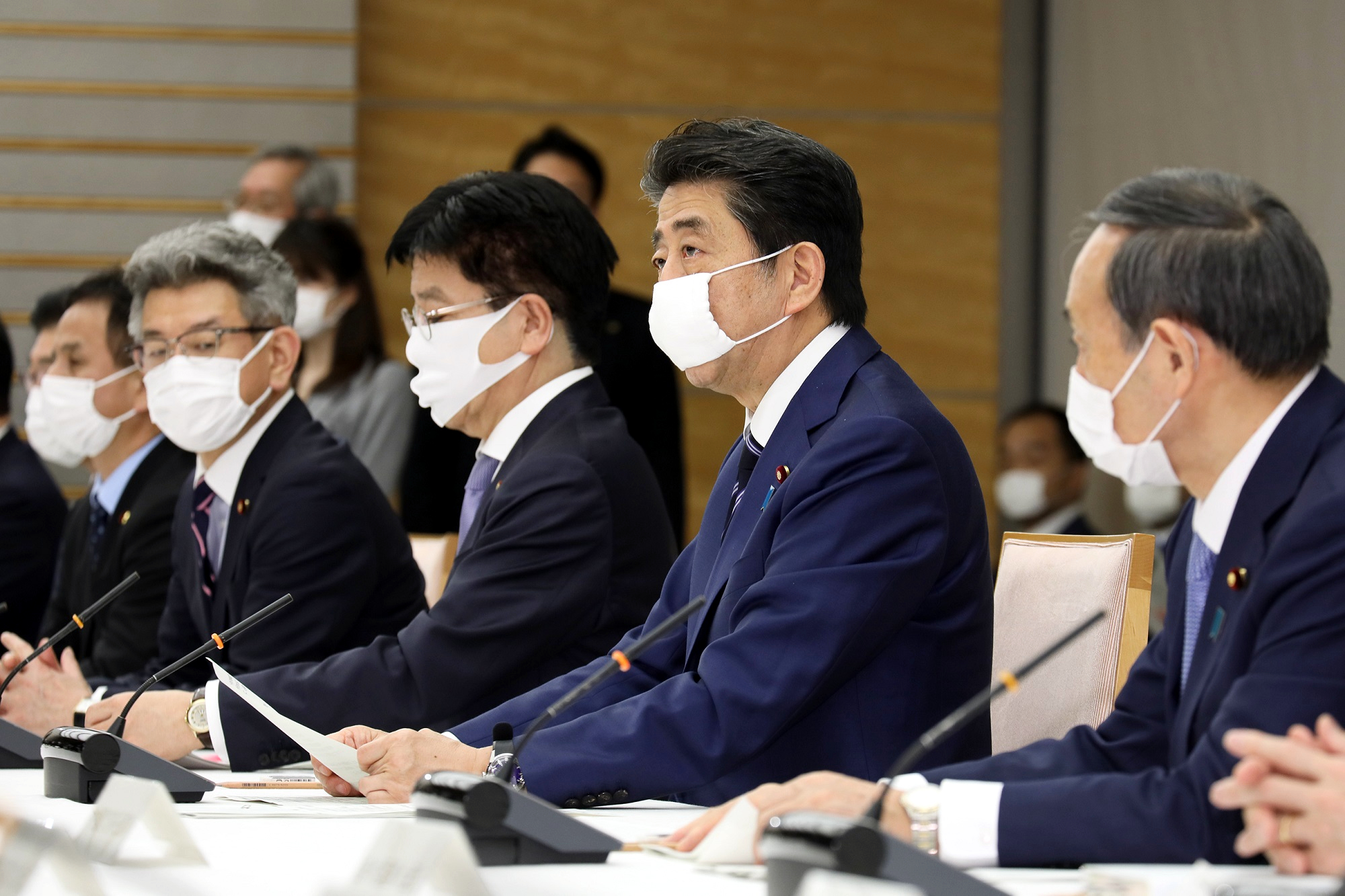
第25回会議にて全世帯への布マスク2枚配布を表明する本部長安倍晋三（右から2人目）（2020年4月1日、総理大臣官邸にて）

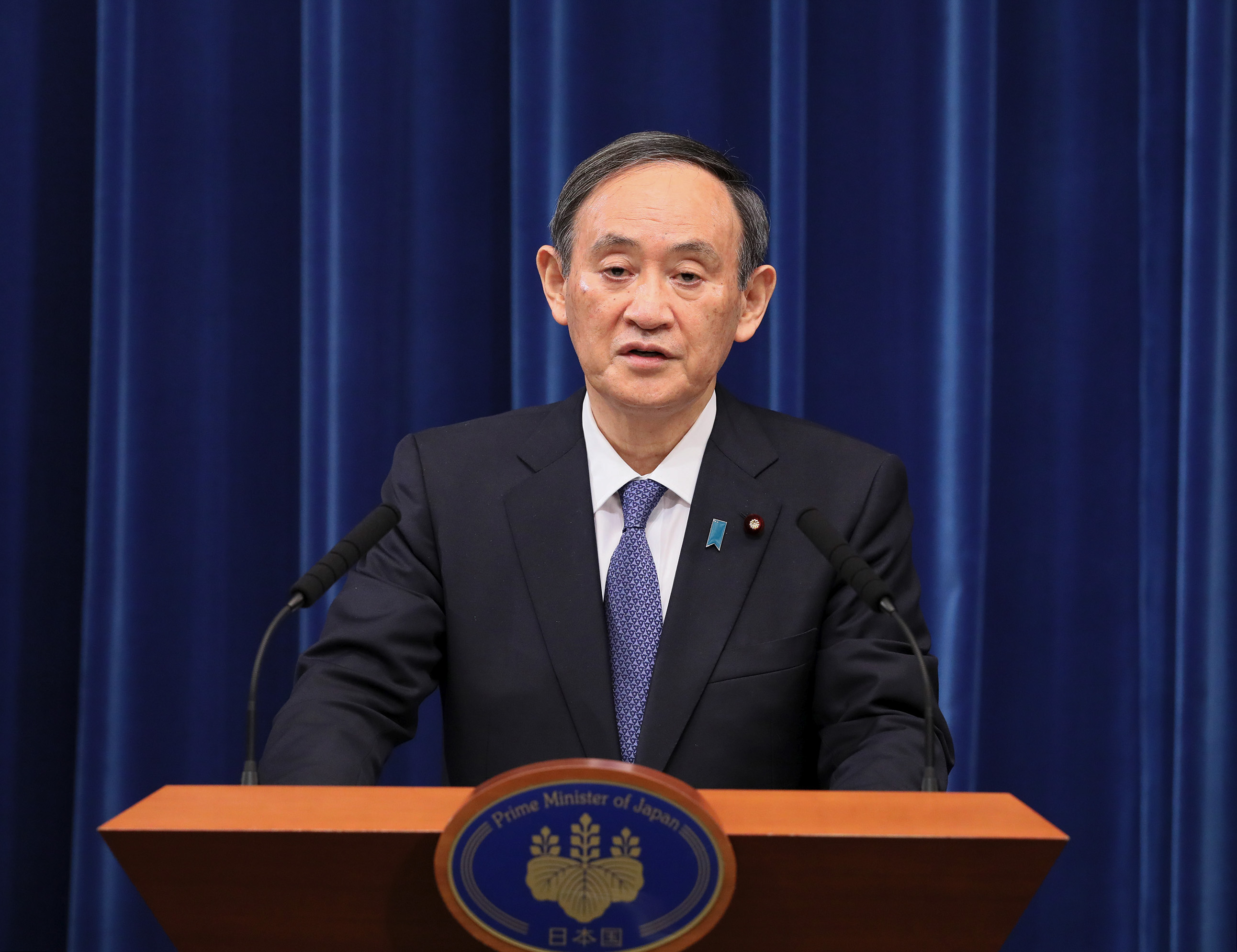
緊急事態宣言発出に際して会見する本部長菅義偉（2021年1月7日、総理大臣官邸にて）

新型コロナウイルス感染症対策本部で検討・決定された対策には以下の様なものがある。それ以外の対策については2019年コロナウイルス感染症の流行に対する日本の行政の対応を参照。
緊急事態宣言及びまん延防止等重点措置の発出
2020年（令和2年）4月7日に本部長の内閣総理大臣安倍晋三は、新型インフルエンザ等対策閣僚会議の下に設置されている新型インフルエンザ等対策有識者会議の基本的対処方針等諮問委員会に、緊急事態宣言の公示に向けて諮問した。対策本部においては緊急事態宣言及びまん延防止等重点措置発令期間中の人流抑制や飲食店における酒類提供の制限と時短営業の要請などを行うことを決定している。
検査・サーベイランスの強化
コロナウイルスワクチンの調達と接種
基本的感染対策の啓発
2020年3月28日に定められた「新型コロナウイルス感染症対策の基本的対処方針」では。手洗い、咳エチケットの励行や、外出する際にマスクを着用することなどを呼びかけた。3月28日に改定された方針では、「3つの密」を避けることが重要であるとし、不要不急の外出を控え、テレワーク等を導入することで人流を抑制することとしたが、諸外国で行われていたようなロックダウン（都市封鎖）は行わないこととした。5月14日の改定では、「人と人
の距離の確保」「マスクの着用」「手洗いなどの手指衛生」などを基本的な感染対策の例としてあげている。2021年（令和3年）11月19日の方針改定では、屋内においてマスクの着用を推奨することが盛り込まれ、特に不織布マスクが推奨された。2023年（令和5年）2月10日には混雑する場所や病院・高齢者施設など一定の条件や場所を除いて推奨ではなく、個人の判断に任せる方針を決め、3月13日より、適用された。
マスク枯渇への対策
2020年初頭からマスクの需要が逼迫するようになり、2月13日に決定した「新型コロナウイルス感染症に関する緊急対応策」では、マスク生産設備導入補助費として4.5億円が投入された。 3月10日に決定された緊急対応策第2弾では、マスクの転売行為を禁止し、さらに国が2000万枚の布製マスクを買い上げて介護施設等に配布、医療機関には医療機関向けマスク1500万枚を国で一括購入して必要な医療機関に優先配布すること、マスクメーカーに対する更なる増産支援などの方針が盛り込まれた。4月1日の第25回会議で、本部長の内閣総理大臣安倍晋三は、緊急経済対策の一環として全世帯に布マスク2枚を配布する、と表明した。この対策は、自由民主党や公明党など与党が要求したものではなく、自由民主党政務調査会や公明党政務調査会など与党政策部会に諮ってない。自由民主党政務調査会長の衆議院議員岸田文雄が「突然出てきてびっくりした。事前に聞いていなかった」と発言するなど与党議員からも懐疑的な意見が挙がり支持者から批判された。国外でもFOXニュース、ブルームバーグ、CNNなどが報じた。総理大臣官邸に勤務する経済官庁出身官僚が「全国民に布マスクを配れば、不安はパッと消えますから」と安倍総理大臣に進言し、2020年3月初旬に全世帯配布を検討したが配布手段や予算規模などの課題に加えて「そもそも国民は布マスクを使っているのか」と根本的な疑問から廃案となった。4月に突如復活して4月9日に副本部長の内閣官房長官菅義偉は、布マスクの単価は200円程度で、配達費用とあわせて2020年度（令和2年度）予算の予備費と同年度補正予算から合計466億円を投じる、と正式発表した。世界保健機関は、新型コロナウイルス感染症に「布マスクの使用を推奨しない」。布マスクは、表面の間隙がウイルスの径よりも大きく不織布マスクと異なりフィルターがないが、感染者が装着した場合に体液飛沫の拡散を抑制する可能性があると指摘する者もいる。欧州の疾病対策センターは、医療用マスクの供給が停滞して医療機関に十分に供給されていない状況で市民の布マスク利用は検討される、としている。日本医師会会長の横倉義武は、「ウイルス防止の役割はあまりない」と指摘しつつ「国民の安心をつくるということではそれなりの効果はある」と説明した。総理大臣官邸の官僚らにとって酷評は想定外で、「アベノマスクと言われていますが」と質問された警察庁出身の内閣官房副長官杉田和博は、記者に「それは君たちが言っているんだろ」と応対した。のちに、通商産業省出身の内閣総理大臣秘書官佐伯耕三が発案したと報じられた。
生活不安に対する支援
コロナ蔓延下において景気の悪化が懸念され、2020年（令和2年）3月18日には「生活不安に対応するための緊急措置」として、「個人向け緊急小口資金等の特例の拡大」「公共料金の支払・国税・社会保険料・地方税等の猶予」などの措置が行われた。
事業者に対する支援
2020年（令和2年）2月13日には、中小企業、小規模事業者に対して、日本政策金融公庫等による貸付や信用保証協会によるセーフティネット保証による資金繰り支援を行うことや、休業手当などの一部を助成する雇用調整助成金の要件緩和などの措置が決定された。3月10日には、「新型コロナウイルス感染症特別貸付制度」が創設され、雇用調整助成金制度の対象拡大などが行われた。

## 構成
本部長、副本部長、本部員、幹事は、個人を個別に任命するのではなく、官職に対する充て職である。
国務大臣が新型コロナウイルスに感染していた場合に、閣内で新型コロナウイルス感染症が蔓延することを防ぐための措置として、本部員が出席する会合は、第25回会議以降は本部員を2チームに分けて交代で出席することとした。
本部長の内閣総理大臣安倍晋三は第25回会議以降も全ての会合に出席するため、本部員の財務大臣麻生太郎は第25回会議以降の出席を見合わせていた。
本部員が出席する会合は、国会審議開催日は国会議事堂の院内閣議室で開催され、ほかは総理大臣官邸で開催されることが多い。第1回会議は国会議事堂で開催されたが、第3回会議は総理大臣官邸で開催された。設置から廃止までの間、持ち回りも含めて104回の会合が行われた。

### 新型コロナウイルス感染症対策本部
本部長
- 内閣総理大臣

副本部長
- 内閣官房長官
- 厚生労働大臣
- 新型インフルエンザ等対策特別措置法に関する事務を担当する国務大臣

本部員
- 本部長および副本部長以外の全ての国務大臣

幹事
- 関係行政機関の職員のうち本部長の指名した官職にある者

### 新型コロナウイルス感染症対策本部幹事会
議長
- 内閣官房 内閣危機管理監

副議長
- 内閣官房 副長官補（内政担当）
- 内閣官房 副長官補（外政担当）

新型コロナウイルス感染症の人口100万人あたりの感染者数

- 内閣官房 副長官補（事態対処・危機管理担当）
- 内閣官房 内閣審議官（内閣官房副長官補付）

（兼 厚生労働省 医務技監）
構成員
- 内閣官房 内閣審議官（国家安全保障局）
- 内閣官房 内閣審議官（内閣官房副長官補（内政担当）付）
- 内閣官房 内閣審議官（内閣官房副長官補（外政担当）付）
- 内閣官房 内閣審議官（内閣官房副長官補付）

（兼 厚生労働省 大臣官房審議官（健康、生活衛生、アルコール健康障害対策担当））
- 内閣官房 内閣審議官（新型インフルエンザ等対策室室長）
- 内閣官房 内閣審議官（健康・医療戦略室次長）
- 内閣官房 内閣審議官（東京オリンピック競技大会・東京パラリンピック競技大会推進本部事務局企画・推進統括官）
- 内閣官房 内閣審議官（危機管理審議官）
- 内閣官房 内閣審議官（内閣広報室）
- 内閣官房 内閣審議官（内閣情報調査室）
- 内閣府 大臣官房総括審議官
- 警察庁 警備局局長
- 金融庁 総合政策局総括審議官
- 消費者庁 次長
- 復興庁 統括官
- 総務省 大臣官房総括審議官（広報、政策企画（主）担当）
- 消防庁 次長
- 法務省 大臣官房政策立案総括審議官
- 出入国在留管理庁 次長
- 外務省 アジア大洋州局局長
- 外務省 領事局局長
- 財務省 大臣官房官房長
- 文部科学省 大臣官房サイバーセキュリティ・政策立案総括審議官
- 厚生労働省 大臣官房審議官（危機管理、科学技術・イノベーション、国際調整、がん対策、国立高度専門医療研究センター担当）
- 農林水産省 大臣官房危機管理・政策立案総括審議官
- 経済産業省 大臣官房技術総括・保安審議官
- 資源エネルギー庁 長官
- 中小企業庁 長官
- 国土交通省 大臣官房危機管理・運輸安全政策審議官
- 環境省 大臣官房サイバーセキュリティ・情報化審議官
- 原子力規制庁 次長
- 防衛省 大臣官房衛生監
- 統合幕僚監部 総括官

## 欠席問題
2020年（令和2年）2月16日の第10回会議では、本部員である法務大臣森雅子、文部科学大臣萩生田光一、環境大臣小泉進次郎の3名が公務以外の理由で欠席した。小泉は第10回会議を欠席 して新年会と称して地元の有権者と飲酒に興じ、第201回国会で問題となった。小泉は、2月19日の衆議院予算委員会審議で国民に謝罪するよう求めた本多平直に「危機管理のルールに基づいた対応をしている」と答弁し、2月25日の衆議院予算委員会審議で国民に謝罪するよう求めた小川淳也に「私が横須賀に戻った事実は、謝ったところで変わらない」と反論し、それぞれ謝罪に応じなかった。森は地元の書道展で挨拶するため欠席したと説明して「反省している」と回答した。萩生田は地元の消防団関係者の叙勲祝賀会に出席したと説明して「指摘は真摯に受け止め、緊張感をもって対応したい」と述べた。

### 註釈
1. ↑  厚生労働大臣は、第一項の規定により情報を公表した感染症について、国民の大部分が当該感染症に対する免疫を獲得したこと等により新型インフルエンザ等感染症と認められなくなったときは、速やかに、その旨を公表しなければならない。
2. ↑  感染症法第44条の2の第3項の規定による公表がされたことを根拠とする
3. ↑  基本的対処方針等諮問委員会は、新型コロナウイルス感染症対策本部の新型コロナウイルス感染症対策専門家会議の下に設置されているのではなく、新型インフルエンザ等対策閣僚会議の新型インフルエンザ等対策有識者会議の下に設置されている。基本的対処方針等諮問委員会は、新型インフルエンザ等対策特別措置法に基づく緊急事態宣言の是非等を審議する組織であり、新型コロナウイルスに対する緊急事態宣言も所管している。
4. ↑  通商産業省は、2001年の中央省庁等改革により廃止され、新たに経済産業省が設置された。
5. ↑  官職としては「内閣官房」を冠さずに「内閣危機管理監」とだけ表記するのが正式である。当一覧では、官職の所属機関を明確にするため「内閣官房」を併記している。